# يورمنغاند
يورمنغاند (باليابانية: ヨルムンガンド، بالروماجي: Yorumungando) هي سلسلة مانغا يابانية من تأليف كيتارو تاكاهاشي، نشرت من قبل شوغاكوكان في 19 أبريل عام 2006 حتى 19 يناير عام 2012 وتكونت من 11 مجلدًا، أنتجت إلى أنمي تلفزيوني من قبل استوديو وايت فوكس، عرض الموسم الأول من الأنمي في 10 أبريل عام 2012 حتى 26 يونيو عام 2012، وتكون 12 حلقة، عرض الموسم الثاني في 10 أكتوبر عام 2012 حتى 26 ديسمبر 2012، وتكون 12 حلقة.

## القصة
تدور أحداث القصة كوكو هيكماتيار، تاجرت أسلحة شابة تبيع الأسلحة تحت اسم HCLI، وهي شركة شحن دولية، وتعمل على تهريب الأسلحة. باعتبارها واحدة من تجار الأسلحة غير رسميين للشركة، فهي تبيع الأسلحة في مجموعة متنوعة من البلدان مع تجنب كل من السلطات المحلية والدولية. يسافر معها فريق من الحراس الشخصيين، معظمهم من الجنود السابقين.

## الشخصيات

### الشخصيات الرئيسية
كوكو هيكماتيار
(باليابانية: ココ·ヘクマティアル، بالروماجي: Koko Hekumatiaru)
مؤدية الصوت: شيزوكا إيتو
جوناثان مار (باليابانية: ジョナサン・マル، بالروماجي: Jonasan Maru)
مؤدية الصوت: موتسومي تامورا

### شخصيات أخرى
صوفيا فالمر (باليابانية: ソフィア・ヴェルマー، بالروماجي: Sophia Vueruma)
مؤدية الصوت: ساياكا أوهارا
ليم (باليابانية: レーム، بالروماجي: Rēmu)
مؤدي الصوت: أونشو إيشيزوكا
ماو (باليابانية: マオ، بالروماجي: Mao)
مؤدي الصوت: غو شينوميا
آر/ريناتو سوكي (باليابانية: レナート・ソッチ، بالروماجي: Renāto Sotchi)
مؤدي الصوت: كاتسويوكي كونيشي
أوغو (باليابانية: ウゴ، بالروماجي: Ugo)
مؤدي الصوت: كيوشي كاتسونوما
لوتز (باليابانية: ルツ، بالروماجي: Rutsu)
مؤدي الصوت: واتارو هاتانو
أكيهيكو توجو (باليابانية: 東條秋彦، بالروماجي: Tōjō Akihiko)
مؤدي الصوت: هيتوشي ياناي
وايلي/ وليام نيلسون (باليابانية: ウィリアム・ネルソン، بالروماجي: Uiriamu Neruson)
مؤدي الصوت: كينجي نومورا

## وصلات خارجية
- موقع المانغا الرسمي عند Sunday GX (باليابانية)
- موقع المانغا الرسمي عند فز ميديا
- موقع الأنمي الرسمي (باليابانية)
- موقع الأنمي الرسمي  عند فنميشن
- يورمنغاند على موقع ANN anime (الإنجليزية)
- يورمنغاند على موقع ANN manga (الإنجليزية)